# Ceratozamia robusta
Ceratozamia robusta är en kärlväxtart som beskrevs av Friedrich Anton Wilhelm Miquel. Ceratozamia robusta ingår i släktet Ceratozamia och familjen Zamiaceae. IUCN kategoriserar arten globalt som starkt hotad. Inga underarter finns listade i Catalogue of Life.

## Bildgalleri

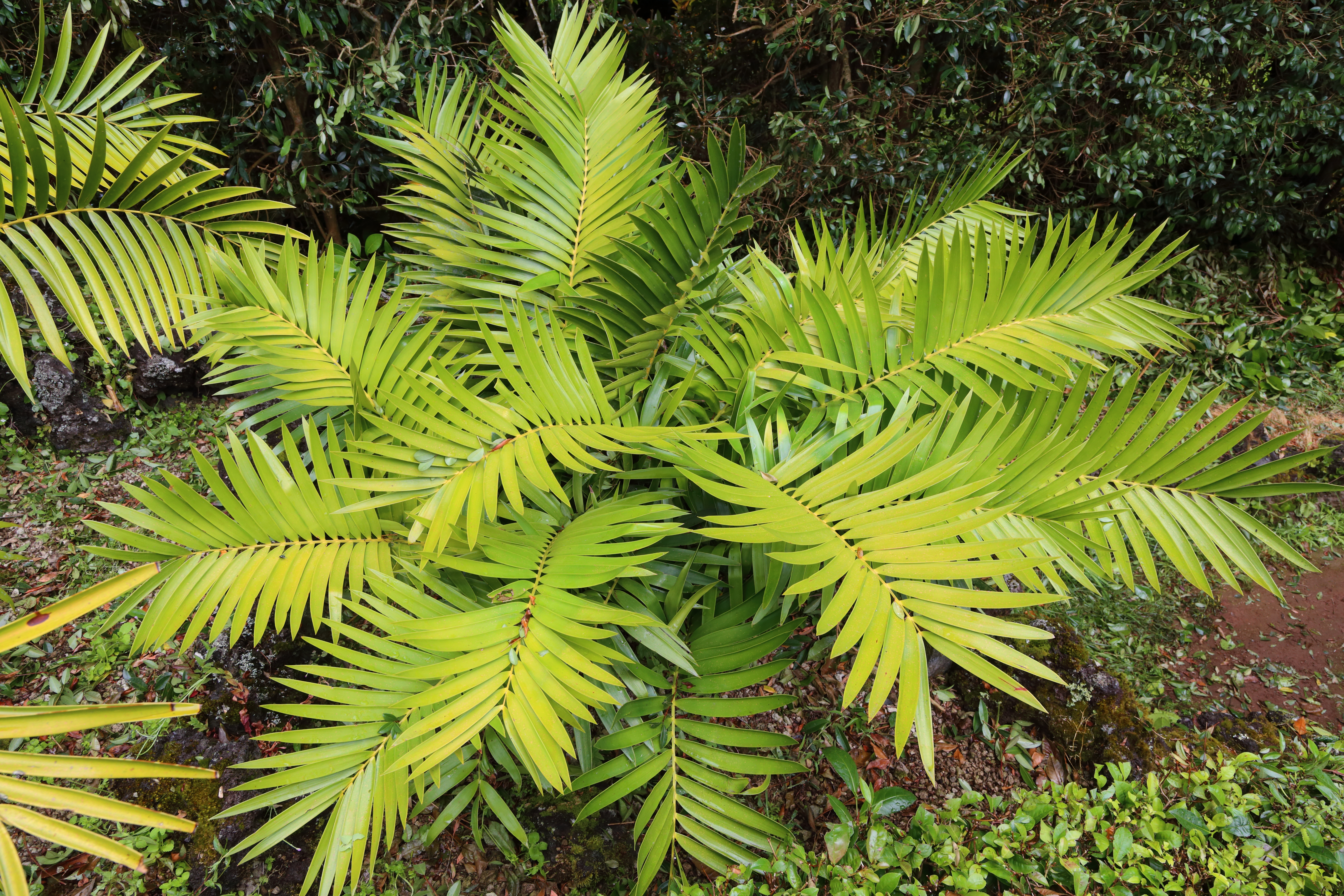